# Dołno Belewo
Dołno Belewo (bułg. Долно Белево) – wieś w południowej Bułgarii, w obwodzie Chaskowo, w gminie Dimitrowgrad.